# كرامساش
كرامساش (بالألمانية: Kramsach) هي بلدية في منطقة كوفشتاين في ولاية تيرول، النمسا.